# Harpagophana
Harpagophana là một chi bướm đêm thuộc họ Noctuidae.

## Các loài
- Harpagophana hilaris (Staudinger, 1895)